# Gunnera pilosa
Gunnera pilosa är en gunneraväxtart som beskrevs av Carl Sigismund Kunth. Gunnera pilosa ingår i släktet gunneror, och familjen gunneraväxter. Inga underarter finns listade.